# Tonnoidea
Tonnoidea is een superfamilie van weekdieren uit de klasse van de Gastropoda (slakken).

## Families
- Bursidae Thiele, 1925
- Cassidae Latreille, 1825
- Charoniidae Powell, 1933
- Cymatiidae Iredale, 1913 (1854)
- Laubierinidae Warén & Bouchet, 1990
- Personidae Gray, 1854
- Ranellidae Gray, 1854
- Thalassocyonidae F. Riedel, 1995
- Tonnidae Suter, 1913 (1825)

### Synoniemen
- Aquillidae Pilsbry, 1904 => Cymatiidae Iredale, 1913 (1854)
- Distorsioninae Beu, 1981 => Personidae Gray, 1854
- Doliidae Latreille, 1825 => Tonnidae Suter, 1913 (1825)
- Eosassiidae Bandel & Dockery, 2012 † => Cymatiidae Iredale, 1913 (1854)
- Galeodoliidae Sacco, 1891 => Tonnidae Suter, 1913 (1825)
- Lampusiidae Newton, 1891 => Cymatiidae Iredale, 1913 (1854)
- Lotoriidae Harris, 1897 => Cymatiidae Iredale, 1913 (1854)
- Macgillivrayiidae H. Adams & A. Adams, 1854 => Tonnidae Suter, 1913 (1825)
- Nyctilochidae Dall, 1912 => Cymatiidae Iredale, 1913 (1854)
- Oocorythidae P. Fischer, 1885 => Cassidae Latreille, 1825
- Personinae Gray, 1854 => Personidae Gray, 1854 (original rank)
- Pisanianuridae Warén & Bouchet, 1990 => Laubierinidae Warén & Bouchet, 1990
- Septidae Dall & Simpson, 1901 => Cymatiidae Iredale, 1913 (1854)
- Simpulidae Dautzenberg, 1900 => Cymatiidae Iredale, 1913 (1854)
- Tritoniidae H. Adams & A. Adams, 1853 => Ranellidae Gray, 1854